# Bristol F.3A
El Bristol F.3A fue un biplano monomotor de tres asientos británico diseñado por la British & Colonial Aeroplane Co en 1916 como caza anti-Zeppelin. Se encargaron dos prototipos para el Real Cuerpo Aéreo, pero no se completaron y el proyecto fue cancelado. En 1923, el modelo fue designado retrospectivamente como Type 7.

## Diseño y desarrollo
La empresa fue invitada a presentar una oferta para la producción de dos prototipos de cazas de escolta y anti-Zeppelin, utilizando dos motores Rolls-Royce de 250 hp puestos a disposición por el Almirantazgo. El diseño se basaba en el caza de defensa local bimotor de la compañía, el T.T.A, y debía tener una autonomía de patrulla de siete horas. El 16 de mayo de 1916, la compañía recibió un encargo para construir dos prototipos para el Real Cuerpo Aéreo. El modelo utilizó muchos componentes del T.T.A, incluidas las alas, el fuselaje trasero y la unidad de cola. Los dos artilleros estaban alojados cada uno en una góndola en el ala superior con una ametralladora que disparaba hacia delante y otra, hacia atrás.
Ante la disponibilidad de aviones con armas sincronizadas, el programa se canceló y los dos aviones no se construyeron.

## Especificaciones
Referencia datos: Barnes

### Características generales
- Tripulación: Tres (piloto y dos artilleros)
- Longitud: 11,1 m (36,4 ft)
- Envergadura: 16,3 m (53,5 ft)
- Altura: 3,9 m (12,9 ft)
- Superficie alar: 75,9 m² (817 ft²)
- Peso vacío: 1542 kg (3398,6 lb)
- Peso cargado: 2404 kg (5298,4 lb)
- Planta motriz: 1× motor lineal V12 refrigerado por agua Rolls-Royce 250hp.
- Hélices: De cuatro palas de paso fijo

## Aeronaves relacionadas

### Secuencias de designación
- Secuencia Numérica (interna de Bristol): ← 4 - 5 - 6 - 7 - 8 - 9 - 10 →